# ヒメヨツバムグラ
ヒメヨツバムグラ（姫四葉葎、学名：Galium gracilens）は、アカネ科アカネ亜科ヤエムグラ属の多年草。別名、コバノヨツバムグラ。

## 特徴
地下茎は短く、根はひげ状で、地下茎および根は赤黄色。茎は下部で枝分かれして束生し、斜上し、長さは20-40cmになる。茎は細く4稜があり、稜は無毛かまれに刺状の小さな毛がわずかに生えることがある。葉は4個が輪生し、各輪が隔たって茎につく。葉身は長さ4-12mm、幅1.5-2.5mm、披針形、狭長楕円形まれに楕円形で、両端ともにとがり、縁に斜上する白い短毛が生え、裏面の中央葉脈にも同様の毛が生える。これらの輪生する葉は、対生する本来の2個の葉と、残りの2個の、葉と同形の托葉となる。
花期は5-6月。枝先や葉腋から細い花序を出し、数個の細小な花を集散状につける。花柄は長さ1-3mm、花冠は杯形で、径1mmと小さく、淡黄緑色で先は4裂する。雄蕊は4個あり、子房は2室に分かれ、各室に1個の胚珠がある。花柱は2個ある。果実は長さ1mm以下で2個の分果からなり、各分果に1個の種子がある。分果の表面には鱗片状または鉤状に曲がった、ごく短い突起状の毛が密生する。

## 分布と生育環境
日本では、本州、四国、九州に分布し、日当たりのよい土手や丘陵地に生育する。世界では、朝鮮半島、中国大陸に分布する。

## 名前の由来
和名ヒメヨツバムグラは「姫四葉葎」の意。ヨツバムグラ G. trachyspermum に似ているが、葉が小型で細いことによる「姫」の意。ムグラ（葎）は、草むら、藪の意味がある。
種小名（種形容語）gracilens は、「細長い」「繊細な」の意味。

## ギャラリー

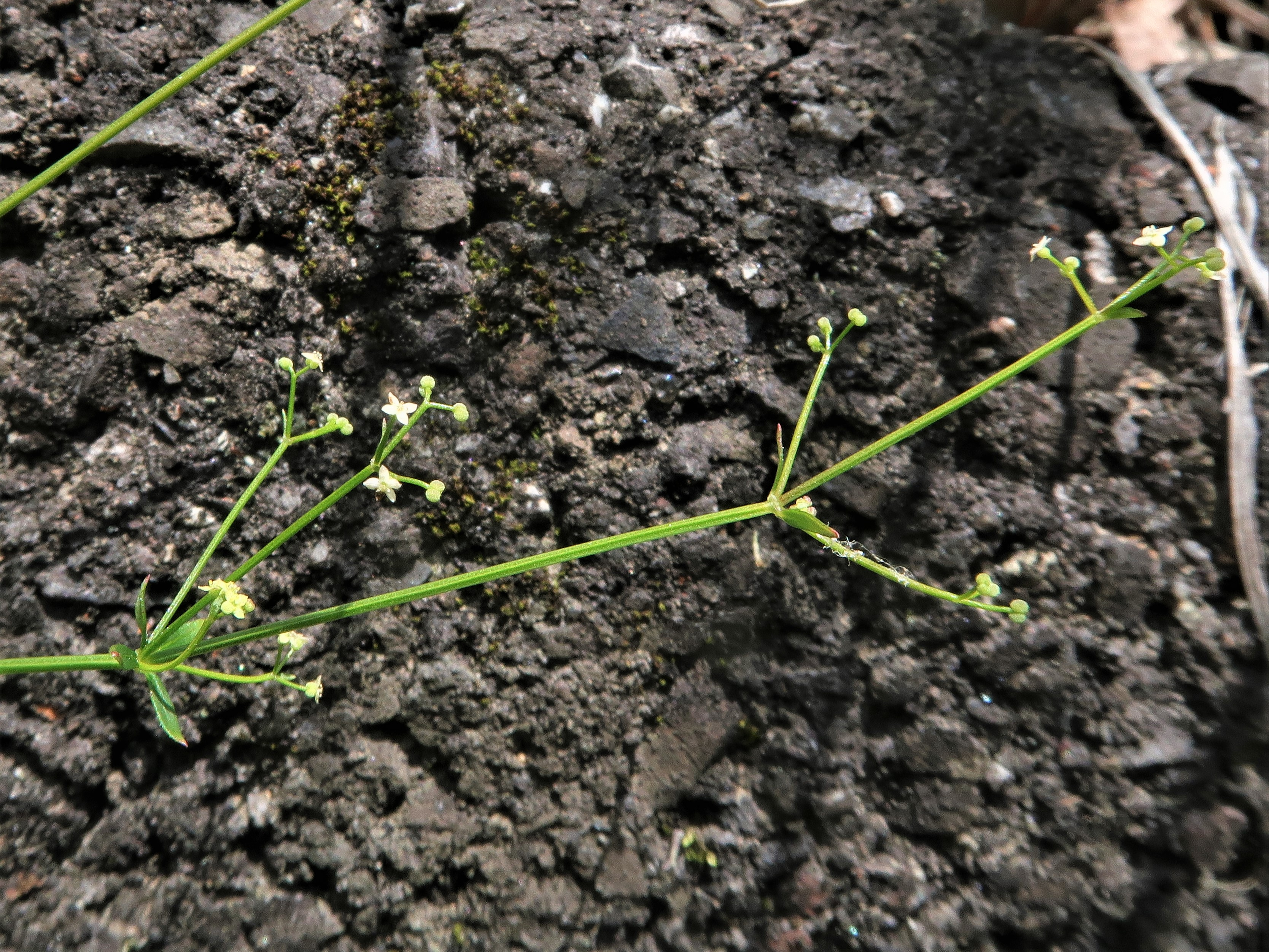
茎は細く、ふつう無毛。花冠は淡黄緑色で、杯状に4裂する。
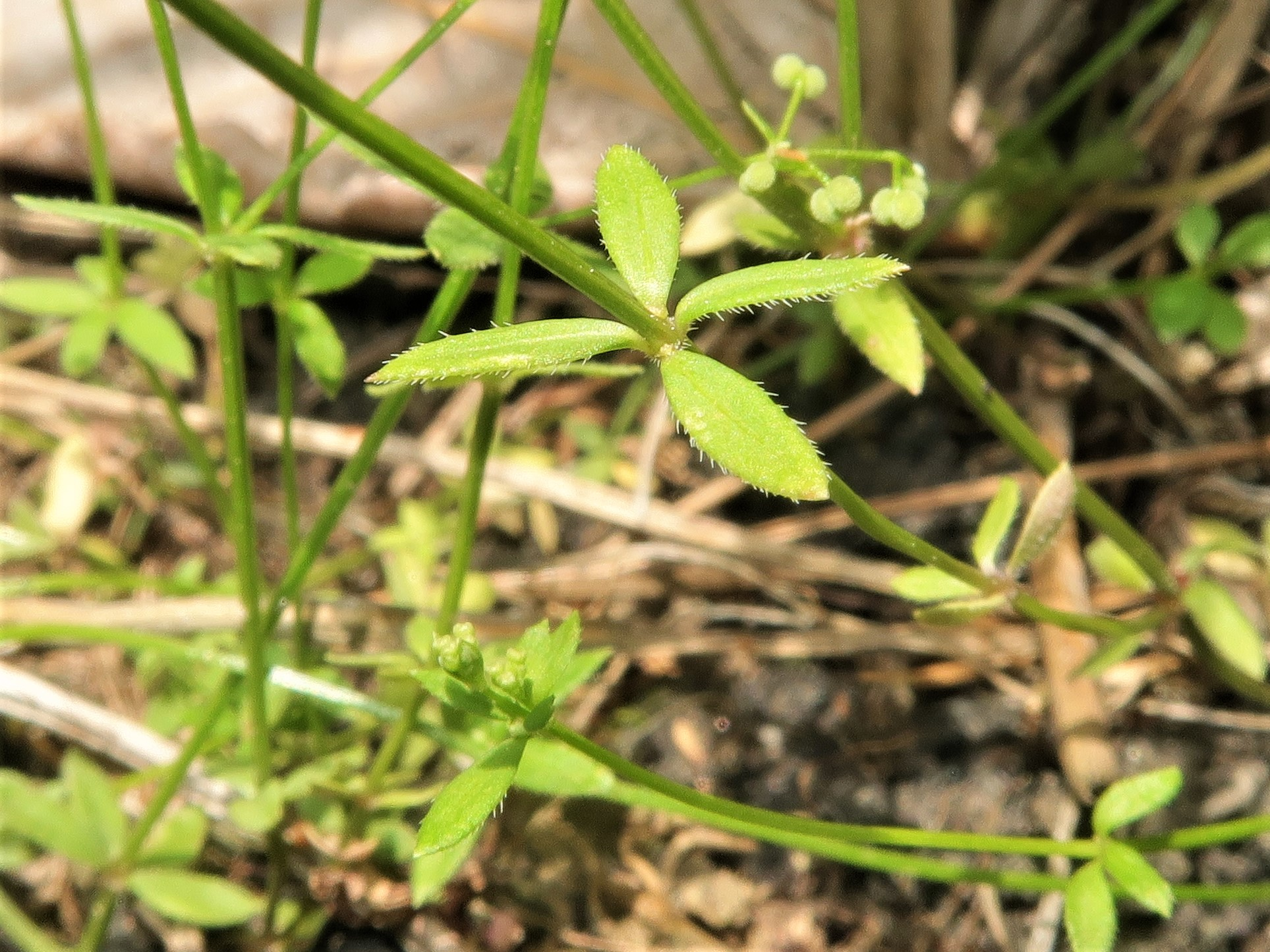
葉は細く、縁に斜上する白い短毛が生える。
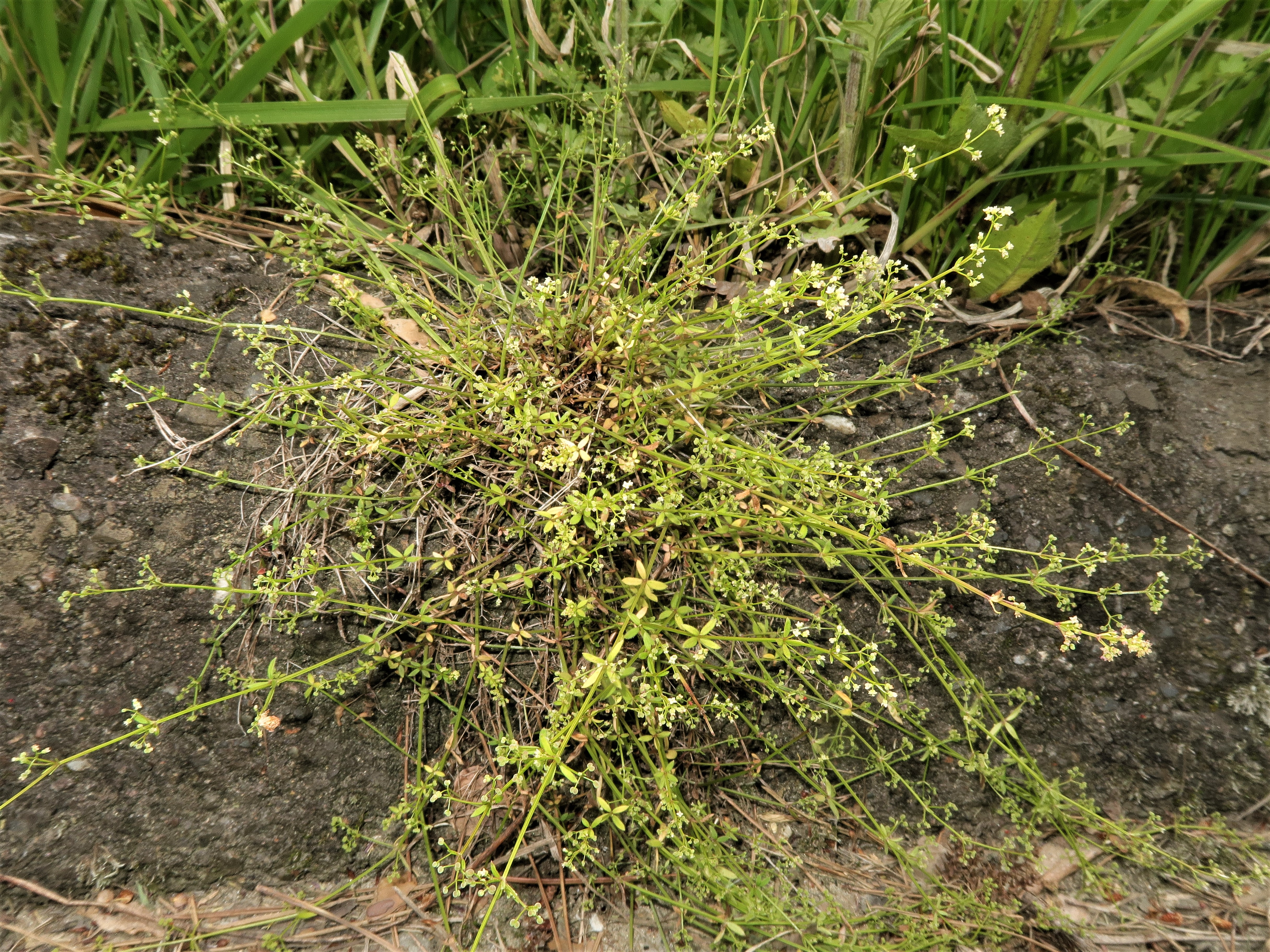
日当たりのよい農道と田の間のアスファルト部分に生えていたもの。
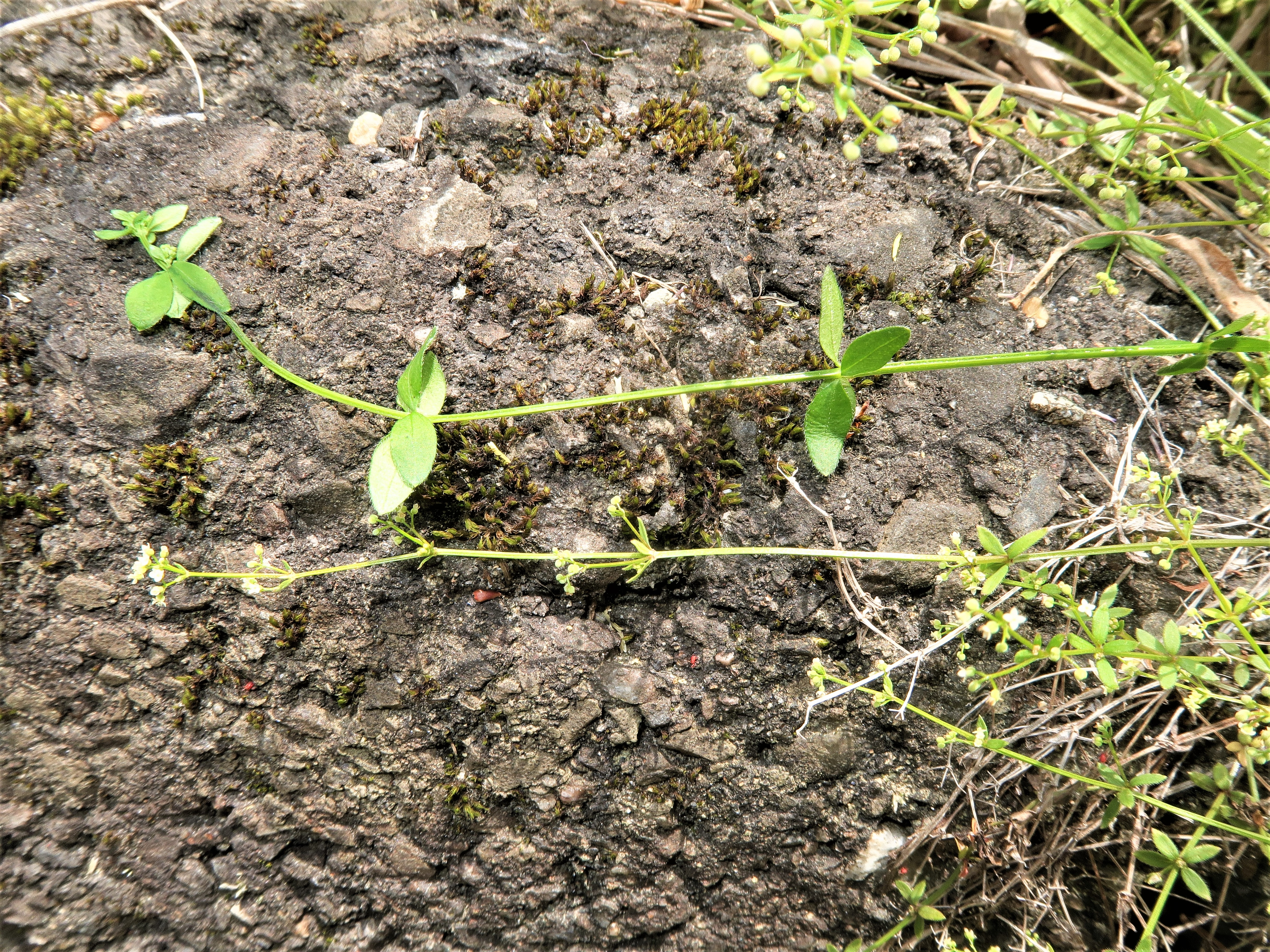
ヨツバムグラ（上部）との比較。

## 下位分類
- リュウキュウヨツバムグラ Galium gracilens (A.Gray) Makino var. lutchuense (Nakai) T.Yamaz.[9] - 変種として、琉球、台湾、中国大陸に分布する[5]。ただし、基本種と区別しない考えがある[9]。